# Кринівка
Крині́вка — село в Україні, у Новомиколаївській селищній громаді Запорізького району Запорізької області. Населення становить 133 осіб. До 2020 орган місцевого самоврядування - Терсянська сільська рада.

## Географія
Село Кринівка знаходиться на лівому березі річки Верхня Терса, вище за течією на відстані 1 км розташоване село Литовка (зняте з обліку), нижче за течією на відстані 3,5 км розташоване село Вікторівка, на протилежному березі — села Терсянка і Заливне. По селу протікає пересихаючий струмок з загатою.

## Історія
12 червня 2020 року, відповідно до Розпорядження Кабінету Міністрів України від № 713-р «Про визначення адміністративних центрів та затвердження територій територіальних громад Запорізької області», увійшло до складу Новомиколаївської селищної громади.
19 липня 2020 року, в результаті адміністративно-територіальної реформи та ліквідації Новомиколаївського району, село увійшло до складу Запорізького району.

## Населення
Під час організованого радянською владою Голодомору 1932—1933 років померло щонайменше 112 жителів села.

### Мова
Розподіл населення за рідною мовою за даними перепису 2001 року:
| Мова       | Кількість | Відсоток |
| ---------- | --------- | -------- |
| українська | 118       | 88.72%   |
| російська  | 15        | 11.28%   |
| Усього     | 133       | 100%     |